# 華雨集
《華雨集》，共五冊，為印順導師晚年著作的選集，由正聞出版社於1993年出版。

## 歷史
印順導師在1969年編成《妙雲集》之後，陸續又發表了一些著作。當年秋天，生了大病，在道源長老勸說下，接受開刀，但之後體力漸衰。
在生病之後，印順導師又獨立發表了幾部著作，1989年後，已開始沒有能力進行長時間寫作。於是將之前未收入《妙雲集》的文章進行編集，分為五冊，約七十萬字，名為《華雨集》。
《華雨集》被視為是印順導師晚年最後定作，為其思想的最後總整理。

## 外部連結
《華雨集》 （页面存档备份，存于），印順文教基金會推廣教育中心，正聞出版社，1993年4月初版，ISBN：9789570366501